# Carlos Schwabe

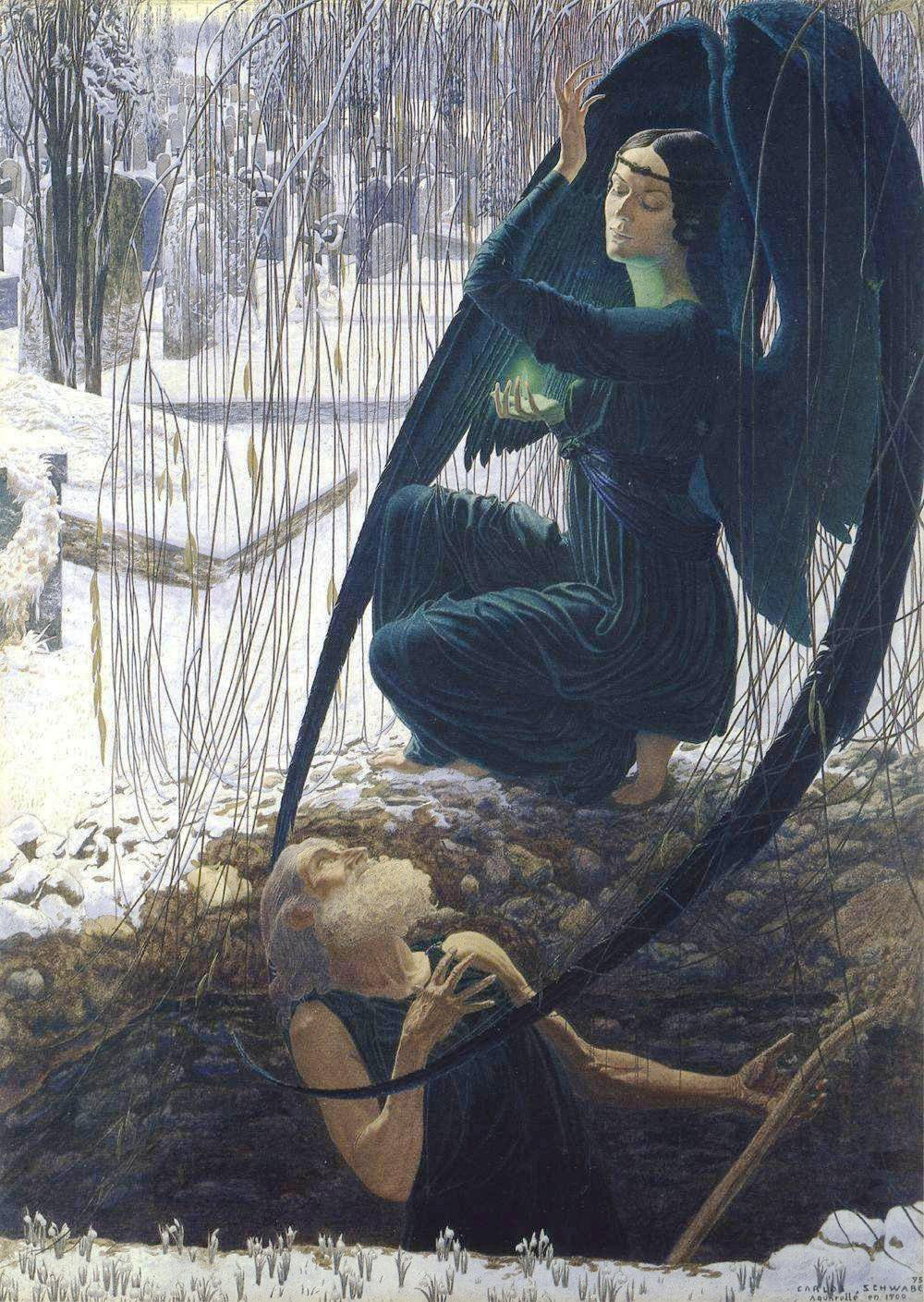
La mort du fossoyeur (A Morte do Escavador) por Carlos Schwabe.

Carlos Schwabe, pseudônimo de Emile Martin Charles Schwabe (Hamburgo, 21 de julho de 1866 — Avon, 22 de janeiro de 1926) foi um pintor simbolista alemão.
Schwabe nasceu no bairro de Altona em Hamburgo, na Alemanha e se mudou para Genebra, na Suíça, ainda bem jovem. Depois de estudar arte em Genebra, ele mudou-se para Paris, onde conheceu e se incorporou ao movimento simbolista. Suas pinturas são inspiradas principalmente na mitologia e na alegoria; essencialmente literário como um artista, ele era muito procurada como ilustrador de livros. Ele ilustrou Le Rêve de Emile Zola, As Flores do Mal de Charles Baudelaire, Pelléas et Mélisande de Maurice Maeterlinck e Jardin de l'infante de Albert Samain. Schwabe viveu na França pelo resto de sua vida e morreu em Avon em 1926.